# Nick Poloniato
Nick Poloniato est un joueur de football canadien ainsi qu'un bobeur canadien, né le 20 juillet 1987 à Hamilton.

## Biographie
Nick Poloniato est un demi défensif vedette au sein de l'équipe universitaire de football canadien des Gaiters de Bishop's. Une fracture de la jambe l'empêche d'aspirer à une carrière professionnelle, mais il découvre le bobsleigh et débute dans le rôle de pilote en 2013. 
Aux Jeux olympiques d'hiver de 2018 à PyeongChang, il termine douzième à l’épreuve de bob à quatre avec ses coéquipiers Ben Coakwell, Joshua Kirkpatrick et Cameron Stones, et septième à l’épreuve de bob à deux avec son coéquipier Jesse Lumsden.
Il remporte aux Championnats du monde de la FIBT 2019 la médaille d'argent en équipe mixte.

## Palmarès

### Championnats du monde
- : médaillé d'argent en équipe mixte aux Championnats du monde de la FIBT 2019.